# Zone de Nairobi

Zone de Nairobi

La zone de Nairobi était une province un peu particulière du Kenya, puisqu’elle était limitée à la zone autour de Nairobi, la capitale du pays.
Elle comptait 828 000 habitants en 1979, 2 143 254 lors du recensement de 1999, sur une superficie de 684 km2.

## Structure administrative
Au contraire des autres provinces du Kenya, qui sont divisées en districts, puis en divisions, localités et enfin sous-localités, cette province est directement formée de huit divisions:
- Central
- Dagoretti
- Embakasi
- Kasarani
- Kibera
- Makadara
- Pumwani
- Westlands